# ちゅうでん教育振興財団
公益財団法人ちゅうでん教育振興財団（ちゅうでんきょういくしんこうざいだん）は、愛知県名古屋市東区にある元文部科学省初等中等教育局教育課程課所管であった公益法人。

## 概要
中部電力の創立50周年を記念し、2001年（平成13年）6月に設立された公益財団法人。
主に小学生・中学生に対する教育振興に寄与することを目的としており、全国の小学校・中学校の教職員を対象とした研究集会やセミナーなどへの助成（ちゅうでん教育振興助成）や全国の小・中学校で行われた授業実践の研究および成果をまとめた教育論文への表彰（ちゅうでん教育大賞）のほか、全国の小学生を対象とした工作コンクール「リサイクル工作コンクール」および優れた児童文学作品に送られる「ちゅうでん児童文学賞」を主催している。